# Ammodramus humeralis
Ammodramus humeralis là một loài chim trong họ Emberizidae.

## Hình ảnh

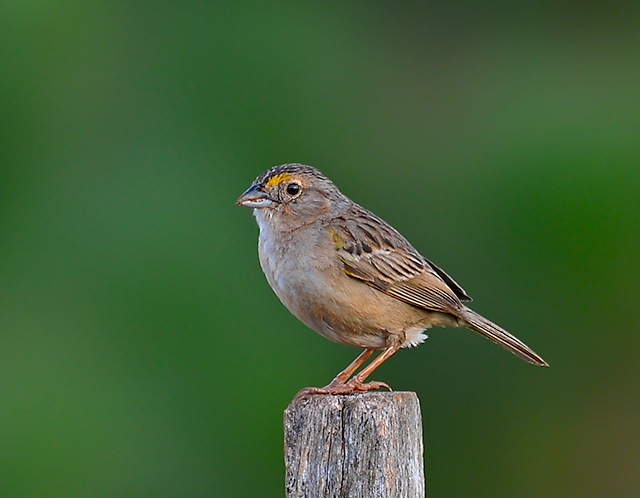
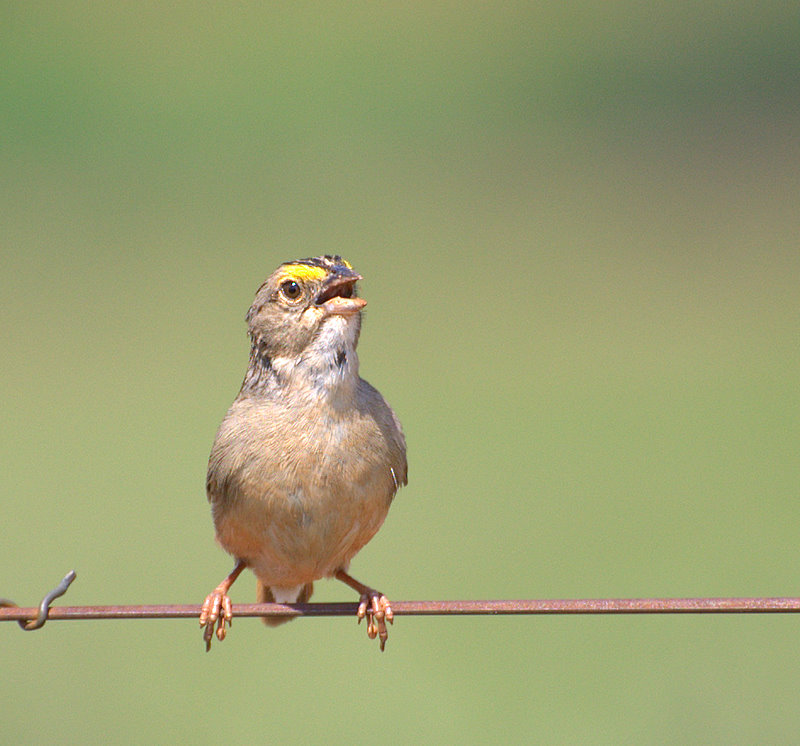